# Hotham River

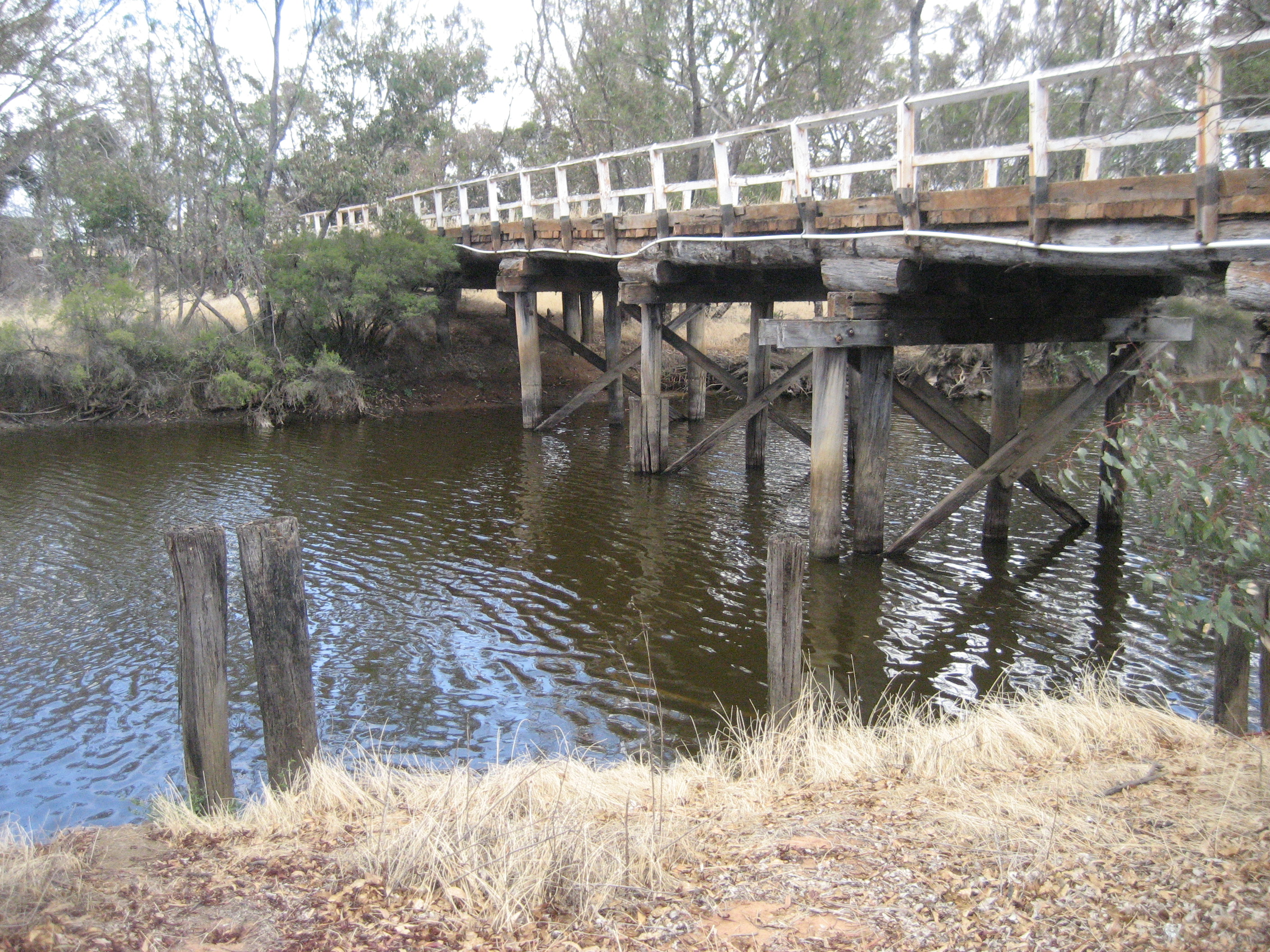
L'Hotham River au pont de Pumphreys, entre Narrogin et Wandering.

L’Hotham est une rivière et l'un des principaux affluents du Murray en Australie-Occidentale. Elle atteint environ 160km de long avec sa portion amont, la Hotham River North, qui prend sa source dans la chaine Dutarning et devient la Hotham lors de son passage sous la Great Southern Highway près de Popanyinning. Un affluent long de 15 km, la Hotham River South, nait près de Cuballing et coule vers le nord avant de rejoindre la Hotham près de Yornaning. 
À partir de Narrogin, la rivière coule en direction nord à travers la région de Cuballing et le Dryandra Woodland avant de se diriger vers l'ouest vers Wandering et Boddington. 
Elle rejoint la Williams près du mont Saddleback pour former le Murray. 

## Historique
Le cours d'eau a été exploré par Thomas Bannister en 1830 et a été probablement nommé par le gouverneur James Stirling, du nom de l'amiral Sir Henry Hotham. 